# Аньямке, Эдвард
Эдвард Аньямке (англ. Edward Anyamke; род. 10 октября 1978, Гбоко, Бенуэ) — нигерийский футболист, нападающий.

## Биография

### Клубная карьера
В 1996 году начал выступления за клуб «БСК Лайонз», через 2 года перешёл в «Юлиус Бергер». После перешёл в молдавский «Шериф». Где вместе с ним играли другие нигерийцы Чиди Одиа и Джошуа Оньячонам. В сезоне 2000/01 вместе с командой выиграл чемпионат Молдавии, Аньямке в этом сезоне забил 8 голов. Летом 2001 года перешёл во львовские «Карпаты». В чемпионате Украины дебютировал 11 июля 2001 года в матче против симферопольской «Таврии» (3:0). В первом сезоне вместе с клубом дошёл до 1/4 финала Кубка Украины где «Карпаты» проиграли донецкому «Шахтёру». Летом 2004 года покинул «Карпаты». В январе 2004 года побывал на просмотре в шведском клубе «Ландскруна».

### Карьера в сборной
Провёл 7 игр за юношескую сборную Нигерии до 17 лет и 9 матчей за молодёжную сборную Нигерии до 21 года.

## Личная жизнь
Женат на нигерийке, в 2001 году у Аньямке родилась дочь.

## Достижения
- Чемпион Молдавии (1): 2000/01